# 龙泉寺 (肥东县)
龙泉寺，是位于中国安徽省合肥市肥东县桥头集镇的一个清代古建筑，2001年入选第三批肥东县文物保护单位。
龙泉寺据传建于三国曹魏时期，根据寺内碑文记载始建于唐朝初期，北宋年间滁州太守欧阳修曾游览此地，明朝、清朝和民国时期三次重修。现存清朝时期的大殿，占地120平方米，坐北朝南，砖木结构硬山顶。